# 파고 (1996년 영화)
《파고》(영어: Fargo)는 1996년에 개봉한 미국의 블랙 코미디, 스릴러 영화이다. 코언 형제가 각본과 감독을 맡았다. 궁지에 몰린 자동차 판매업자(윌리엄 H. 메이시 분)가 범죄자 두 명(스티브 부세미, 피터 스토메어 분)에게 자기 아내를 납치하게 해서 부유한 장인(하브 프레스넬)에게서 몸값을 뜯어내려는 계획을 세우고, 이 과정에서 일어난 살인 사건을 만삭의 임산부인 경찰서장 마지 군더슨(프랜시스 맥도먼드 분)이 수사하며 일어나는 일들을 다룬다. 미국과 영국에서 공동 제작하였다.
1996년 칸 영화제에서 최초 상영되었고 황금종려상 후보에 올랐으며, 조엘 코언은 감독상을 수상했다. 《파고》는 비평적으로나 상업적으로나 성공을 거두었고, 아카데미상에서 작품상을 비롯해 일곱 개 부문의 후보에 올랐다. 프랜시스 맥도먼드는 아카데미 여우주연상을, 코언 형제는 아카데미 각본상을 받았다.
2006년에 《파고》는 “문화적, 역사적, 또는 미적 중요성”을 지닌 작품으로서 미국 의회도서관의 국립영화등기부에 영구 보존될 작품으로 선정되었다. 1998년에 미국 영화 연구소는 《파고》를 역사상 가장 뛰어난 100대 미국 영화 중 하나로 꼽았다. 2014년에 FX 채널은 《파고》의 설정에 바탕을 둔 동명의 텔레비전 드라마를 제작하였고 평단의 좋은 반응을 얻었다.

## 줄거리
1987년, 미니애폴리스의 올즈모빌 대리점에서 세일즈 관리자를 맡고 있는 제리 룬데가드는 돈을 벌려고 혈안이 되어 있다. 그는 있지도 않은 자동차들을 담보로 32만 달러를 대출했지만 갚을 방법이 없다. 대리점에서 일하는 정비공이자 가석방 중인 범죄자인 솁 프라우드풋의 조언에 따라, 제리는 노스다코타주 파고로 가서 칼 쇼월터와 게리 그림스러드라는 범죄자들에게 자기 아내 진을 납치하게 시키고, 부유한 장인인 웨이드 구스타프손에게서 몸값을 뜯어내려 한다. 제리는 그들에게 신차 한 대와 몸값 8만 달러의 절반을 주기로 한다.
제리는 웨이드에게 짭짤한 부동산 거래를 소개한다. 웨이드가 자신에게 75만 달러를 빌려줄 거라 생각한 그는 납치 계획을 취소하려 하지만 제대로 전달되지 않는다. 그러나 웨이드는 부동산 계약을 직접 하고 제리에게는 푼돈의 수고비만 줄 거라 말한다.
칼과 게리는 집에서 진을 납치하고 미네소타주 무스 레이크 외딴 곳의 오두막으로 데려간다. 가는 길에 브레이너드 근처에서 주 경찰관이 자동차 번호판이 잘못되었다며 그들을 멈춰세운다. 경찰관이 칼의 뇌물을 거절하고 트렁크에서 진이 끙끙거리는 소리를 듣자, 게리가 그를 쏴 죽이고, 목격자 두 명도 쫓아가서 죽인다.
다음날 아침 만삭의 임산부인 브레이너드 경찰서장 마지 군더슨은 죽은 경찰관이 자동차 대리점 번호판을 단 자동차에 벌금을 매기려는 중이었고, 그 뒤 근처 모텔에 대리점 자동차를 몰고 온 두 남자가 콜걸 두 명과 함께 투숙하고 솁에게 전화를 걸었다는 것을 알아낸다. 콜걸들을 취조한 뒤 마지는 웨이드의 대리점으로 향한다. 솁은 아무것도 모르는 체하고 제리는 도둑맞은 자동차는 없다고 주장한다. 미니애폴리스에 와 있는 동안 마지는 학교 동창인 마이크 야나기타와 연락이 닿아 만나게 된다. 야나기타는 어색하게 마지를 유혹하려 하다가, 자기 아내가 죽었다면서 엉엉 울며 무너진다. 마지는 다음날 아침 야나기타가 외로움과 정신적 불안정함 때문에 거짓말을 했다는 사실을 알게 된다.
제리는 납치범들이 백만 달러를 요구했으며 자기를 통해서만 거래하겠다 했다고 웨이드에게 말한다. 한편 칼은 세 건의 살인 사건까지 겹쳤으니 8만 달러 모두를 내놓으라고 제리에게 요구한다. 제리가 돈을 빌린 금용회사도 제리에게 대출금을 값든지, 있지도 않은 담보의 존재를 입증하든지 하라고 압박해 온다.
칼이 모텔 방에서 다른 콜걸과 성관계하는 중에 분노한 솁이 들어와 자신을 말려들게 했다며 그를 공격한다. 칼은 제리에게 당장 몸값을 가져오라고 다그치지만, 웨이드는 본인이 직접 몸값을 전달해야겠다고 우긴다. 몸값을 교환하기로 한 미니애폴리스의 어느 주차장에서 웨이드는 진을 보기 전까지는 돈을 줄 수 없다고 말한다. 분노한 칼은 웨이드에게 총을 쏜다. 웨이드도 칼에게 총을 쏴 칼의 턱에 심각한 부상을 입히고, 칼은 웨이드를 확인 사살한다. 잠시 후에 제리가 도착하지만 그가 할 수 있는 건 아무것도 없다. 자리를 벗어난 칼은 서류가방에 백만 달러가 들어 있는 것을 보고 깜짝 놀란다. 그는 게리와 나눌 8만 달러만 꺼내고 나머지 돈은 고속도로 옆에 묻는다. 오두막에서 게리는 단지 시끄럽다는 이유로 진을 죽여 버렸다. 칼은 당장 흩어져서 떠나야 한다고 말한다. 두 사람은 누가 차를 가질 거냐를 두고 다툰다. 칼이 게리에게 욕설을 퍼붓고 턱의 부상을 이유로 차를 차지하려 하자, 게리는 칼을 도끼로 살해한다.
야나기타의 거짓말에 속을 뻔했던 걸 되새기며, 마지는 자동차 대리점에 돌아간다. 제리는 여전히 도난된 차는 없다고 말하고, 서류를 확인해 보겠다고 하더니 도망친다. 다음날 아침, 마지는 “웃기게 생긴 남자”가 누굴 죽인 얘기를 떠벌렸다는 제보를 받고 무스 레이크로 향한다. 마지는 오두막 앞에 세워진 차를 발견한다. 근처에서 게리는 칼의 토막난 몸뚱이를 톱밥 제조기에 넣어 분쇄하고 있다. 게리는 달려서 도주하려 하지만 마지가 그의 다리를 쏘아 체포한다. 얼마 뒤 노스다코타주 경찰이 비즈마크의 모텔에 숨어 있던 제리를 체포한다.
마지의 남편이 그린 청둥오리 그림이 3센트짜리 우표의 도안으로 선정되지만, 그는 자기 친구의 그림이 1급 우표 도안으로 선정되었다며 불평한다. 마지는 우표 값이 올라가서 가격을 맞춰야 할 때마다 사람들은 3센트짜리 우표를 찾는다며 남편을 달랜다. 두 사람은 행복한 마음으로 두 달 뒤에 태어날 아기를 기다린다.

## MBC 성우진 (1998년 11월 28일)
- 손정아 - 마지 군더슨 (프란시스 맥도먼드)
- 박지훈 - 제리 룬드가드 (윌리엄 H. 메이시)
- 이윤연 - 게리 그림스러드 (피터 스토메어)
- 안지환 - 칼 쇼월터 (스티브 부세미)
- 김태훈 - 웨이드 (하브 프레스넬)
- 기경옥 - 제리 부인 (크리스틴 러드러드)
- 한상혁
- 김용식
- 김명수
- 최원형
- 변종필
- 이철용
- 김기철
- 김용준
- 박선영
- 송준석
- 최수진